# Svenner (G03)
Lo Svenner (pennant number G03) fu un cacciatorpediniere della Marina militare norvegese, appartenente alla classe S e attivo durante la seconda guerra mondiale; costruito inizialmente per la Royal Navy britannica con il nome di HMS Shark, l'unità fu ceduta alla Marina norvegese ancora prima del suo completamento, entrando in servizio nel marzo 1944. Parte delle forze navali assegnate allo sbarco in Normandia, l'unità fu affondata la mattina del 6 giugno 1944 nel canale de La Manica dopo essere stata silurata da torpediniere tedesche.

## Storia
Impostata il 5 novembre 1941 nei cantieri della Scotts Shipbuilding and Engineering Company di Greenock in Scozia, la nave fu varata il 1º giugno 1943 con il nome di Shark ("squalo" in lingua inglese); ancor prima di essere completata, l'8 marzo 1944 la nave fu assegnata alla Marina militare norvegese e assunse la denominazione di Svenner in onore dell'omonimo arcipelago posto al largo di Larvik in Norvegia. L'unità entrò poi in servizio l'11 marzo 1944. Assegnata alla Home Fleet britannica di base a Scapa Flow, la nave fu selezionata per prendere parte all'operazione Overlord, l'invasione della Normandia; dopo una serie di esercitazioni tra il 2 e il 18 maggio 1944, la nave raggiunse Portsmouth dove fu assegnata alla Eastern Task Force, con l'incarico di fornire protezione agli incrociatori britannici diretti a Sword Beach per bombardare le difese tedesche.
La mattina del 6 giugno 1944 lo Svenner salpò con il resto della formazione diretto verso le coste della Normandia; al largo di Sword Beach, mentre la formazione navale alleata sostava in attesa che i dragamine aprissero un passaggio sicuro fu attaccata da tre torpediniere tedesche (due unità della classe Möwe, Möwe e Jaguar, e una della classe 1939, T28), uscite da Le Havre un'ora prima: colpito a centro nave all'altezza della sala macchine da due siluri, lo Svenner esplose e affondò rapidamente nella posizione 49° 28' N, 0° 15' W con la morte di 41 marinai norvegesi e due britannici.
Il cacciatorpediniere fu l'unica nave affondata da unità navali tedesche il giorno dello sbarco in Normandia; l'ancora dello Svenner, recuperata nel 2003, fu poi posta in un memoriale dedicato ai caduti della nave costruito sulla spiaggia nelle vicinanze di Hermanville-sur-Mer.